# Чо Хи Дэ
Чо Хи Дэ (кор. 조희대; род. 6 июня 1957 года, Кёнджу, Республика Корея) — южнокорейский юрист, председатель Верховного суда Республики Корея.

## Биография

### Ранние годы
Чо Хи Дэ родился 6 июня 1957 года в Кёнджу, Республика Корея. Окончил среднюю школу Кёнбук и юридический факультет Сеульского национального университета, начал затем свою юридическую карьеру в качестве судьи суда первой инстанции в 1986 году. Почти тридцать лет проработал судьёй в обычных судах Республики Корея.

### В Верховном суде
В 2014 году был повышен до члена Верховного суда Кореи по представлению 15-го председателя Верховного судьи Ян Сон Тэ и назначению президентом Пак Кын Хе. Во время своего пребывания на посту члена Верховного суда он был хорошо известен своими консервативными взглядами, включая высказывание особого мнения о том, что Хизер Чо, вице-президент Korean Air и дочь генерального директора Korean Air, должна быть наказана за изменение курса полёта во время инцидента с подачей орехов на борту самолёта. Составлял особое мнение по делу о наказании отказника от воинской службы по соображениям совести. Так, он считает, что поддержка этих отказников должна быть наказана в соответствии с законом о воинской повинности. После 6 лет работы в качестве члена Верховного суда Чо Хи Дэ обратил свой взор на академическую сферу и начал карьеру в качестве профессора кафедры права на юридическом факультете Университета Сонгюнгван с 2020 года.
После отставки 16-го председателя Верховного суда Ким Мён Су в сентябре 2023 года он не был основным выбором президента Юн Сок Ёля в качестве кандидата на пост главного судьи. Однако в октябре, когда близкий друг президента Юна судья Ли Гюн Рён не был утверждён Национальным собранием из-за его крайне консервативных взглядов и проблем с семейными активами, президенту пришлось искать кандидатов, которые также могли бы удовлетворить оппозиционную «Демократическую партию», которая имела большинство в парламенте. Известный как умеренно консервативный судья, Чо имел благоприятный общественный имидж, потому что не работал частным адвокатом после ухода из Верховного суда. Карьера в качестве профессора права после работы членом Верховного суда побудила президента Юна выдвинуть его кандидатуру на пост 17-го председателя Верховного суда в ноябре 2023 года.
8 декабря 2023 года его кандидатура была одобрена 264 голосами против 18 в Национальном собрании. После утверждения парламентом президент Юн назначил Чо Хи Дэ 17-м председателем Верховного суда Кореи.